# Antonio Gómez de la Torre
Antonio Gómez de la Torre,, né le 15 décembre 1995 à Montilla, est un coureur cycliste espagnol.

## Biographie
Jusqu'à ses 20 ans, Antonio Gómez de la Torre pratique le triathlon ainsi que le duathlon. Dans cette dernière discipline, il est notamment champion d'Andalousie juniors en 2010 et champion d'Espagne par équipes en 2015. 
Il commence à se consacrer au cyclisme en 2016. Rapidement, il montre ses qualités de grimpeur en remportant une étape et en terminant deuxième du Tour de Zamora. Il finit également meilleur grimpeur du Tour de Navarre et du Tour de Ségovie. À la fin du mois de juillet, il entre dans l'équipe continentale Kuwait-Cartucho.es en tant que stagiaire. Il est ensuite convoqué en équipe d'Espagne pour participer aux championnats d'Europe espoirs de Herning.
Remarqué par ses performances, il intègre la réserve de l'équipe Caja Rural-Seguros RGA en 2018. Au printemps, il  s'illustre en remportant la Clásica Ciudad de Torredonjimeno ainsi que la Santikutz Klasika, deux manches de la Coupe d'Espagne. Il s'impose par ailleurs sur le Premio Nuestra Señora de Oro, course du calendrier basque.
Il passe finalement professionnel en 2019 au sein de l'équipe continentale RP-Boavista, au Portugal.

## Palmarès
- 2017
  - 3e étape du Tour de Zamora
  - 2e du Tour de Zamora
  - 2e du championnat d'Andalousie du contre-la-montre espoirs
  - 3e du championnat d'Andalousie sur route espoirs
- 2018
  - Clásica Ciudad de Torredonjimeno
  - Santikutz Klasika
  - Premio Nuestra Señora de Oro
  - 2e du Gran Premio San Antonio
  - 3e du Trofeo San Antonio